# Заболотне (Глазовський район)
За́болотне (рос. Заболотное, удм. Заботногурт) — присілок у складі Глазовського району Удмуртії, Росія.

## Населення
Населення — 29 осіб (2010; 26 в 2002).
Національний склад станом на 2002 рік:
- удмурти — 96 %

## Господарство
У присілку діють зони відпочинку «Прогрес» та «Сосни», база відпочинку «Лісна».

## Урбаноніми[4]
- вулиці — Заболотнівська
- провулки — Садовий